# Čelopeci (Kičevo)
Čelopeci (makedonska: Челопеци) är en ort i Nordmakedonien. Den ligger i kommunen Kičevo, i den västra delen av landet, 70 kilometer sydväst om huvudstaden Skopje. Čelopeci ligger 604 meter över havet och antalet invånare är 414.